# Carlo II di Lorena
Carlo II di Lorena, detto il Forte (1364 – Nancy, 25 gennaio 1431), fu duca di Lorena dal 1390 fino alla sua morte, e connestabile di Francia dal 1418 al 1425.
Carlo è conosciuto con l'ordinale II in quanto con l'ordinale I viene indicato Carlo della Bassa Lorena, in carica dal 976 al 991; il ducato della Bassa Lorena nel 1191, venne inglobato nel ducato di Brabante che prese il nome di ducato del Brabante e di Lorena. Alcuni storici, comunque, lo indicano come Carlo I di Lorena.

## Origine
Secondo la HISTOIRE ECCLESIASTIQUE ET CIVILE DE LORRAINE, QUI COMPREND CE QUI..., Volume 2, Carlo era il figlio maschio primogenito del Duca di Lorena, Giovanni I e della moglie, Sofia di Württemberg, figlia del reggente del ducato, Eberardo II di Württemberg e di Elisabetta di Henneberg-Schleusingen.
Secondo la HISTOIRE ECCLESIASTIQUE ET CIVILE DE LORRAINE, QUI COMPREND CE QUI..., Volume 2, Giovanni I di Lorena era l'unico figlio maschio del Duca di Lorena, Rodolfo e della moglie, Maria di Blois, figlia del conte di Blois Guido I di Blois-Châtillon e di Margherita di Valois, sorella del Re Filippo VI di Francia, quindi figlia di Carlo di Valois (conte di Valois, Alençon e di Chartres e, inoltre, re titolare d'Aragona e fondatore della dinastia dei Valois) e di Margherita d'Angiò, contessa di Angiò e del Maine.

## Biografia
Durante la sua giovinezza, Carlo di Lorena ebbe strette relazioni con il duca di Borgogna, Filippo II l'Ardito, tanto che furono comandanti d'armata in diverse occasioni, l'uno al fianco dell'altro. Questa vicinanza alla Borgogna fu in gran parte il risultato del distacco del padre dalla corte francese, la stessa corte che già un secolo e mezzo prima i Lorena avevano abbandonato per quella del Sacro Romano Impero, di cui il Ducato era tecnicamente uno stato vassallo.
Suo padre, Giovanni, dopo che, nel 1377, aveva fatto testamento, morì il 22 settembre 1390, a Parigi, cercando di difendersi dai cittadini di Neufchâteau che tentavano di usurpare il suo potere; fu trasferito a Nancy e inumato nella Collegiata di San Giorgio; gli succedette il figlio primogenito, Carlo.
Carlo, dopo essere succeduto al padre, aveva riportato Neufchâteau sotto il suo completo controllo e aveva rapporti particolarmente pessimi con Luigi I d'Orléans, che aveva supportato i cittadini di Neufchâteau contro suo padre e si schierò contro il re di Germania, Venceslao, quando quest'ultimo venne deposto da re di Germania, il 20 agosto 1400 e re dei Romani (o re di Germania) fu eletto Roberto di Baviera, Conte Palatino del Reno, suocero di Carlo di Lorena.
Carlo partecipò anche a numerosi spedizioni delle ultime crociate. Egli fu a Tunisi nel 1391; per vendicare la morte in prigione a Bursa del cognato, Enguerrand VII di Coucy, che aveva seguito Giovanni Senzapaura, conte di Nevers, figlio di Filippo II l'Ardito alla cosiddetta Ultima Crociata che culminò nella disastrosa battaglia di Nicopoli del 1396, partì per combattere il sultano dell'ompero ottomano, Bayezid I, ma poi si diresse in Prussia, dove, nel 1399, assistette i Cavalieri Teutonici in Lituania, presso Vilnius.
Molte volte, tra il 1405 e il 1406, Luigi d'Orleans aveva tentato di creare un proprio principato della regione, in accordo con il Duca di Lussemburgo. Quindi, nel 1407, a capo di una coalizione che comprendeva i duchi di Bar, i duchi di Lussemburgo e i margravi di Namur, attaccò il ducato. Venne sconfitto a Corny-sur-Moselle e quindi, nel luglio dello stesso anno, a Champigneulles. L'assassinio di Luigi, a Parigi, il 23 novembre, mise fine ai suoi piani sulla Lorena. Carlo in quel periodo era al seguito del duca di Borgogna, Giovanni Senzapaura.
Successivamente a questo avvenimento Carlo, come Giovanni Senzapaura non si fecero coinvolgere nella Guerra dei Cent'anni, ma suo fratello, il Conte Federico I di Vaudémont, e il fratello di Giovanni, il duca di Brabante, Antonio di Borgogna morirono alla battaglia di Azincourt, nel 1415. A ogni modo la Regina di Francia, Isabella di Baviera, nominò Carlo Conestabile nel 1418. Nel 1425 egli ritenne che tale onore fosse troppo grande per lui e rinunciò all'incarico.
All'assassinio di Giovanni di Borgogna, nel 1419, Carlo strinse nuovi rapporti con la Francia. Il successore di Giovanni, Filippo III, aveva la maggior parte dei suoi territori nei Paesi Bassi e solo le province di Lorena e Champagne separavano i suoi domini Borgognoni da quelli belga. Temendo le sue ambizioni di potere, Carlo pensò fosse giusto riabilitare i rapporti di fedeltà e amicizia quanto più possibile con i propri vecchi avversari. Proprio per merito di queste alleanze, ottenne l'appoggio di Carlo VII contro la Borgogna e fece sposare, nel 1420, la propria figlia Isabella, con Renato d'Angiò, erede della contea di Bar e futuro Re di Napoli, confermando che la figlia gli sarebbe succeduta.
Gli ultimi anni di Carlo furono funestati da dispiaceri e guerre: suo nipote, Antonio di Vaudémont aveva pretese sulla successione del ducato (essendo l'erede una femmina) e Carlo ebbe da combattere con lui nel 1425, senza molto successo, e la guerra contro Metz, nel 1428.
Poco dopo, nel 1429, Giovanna d'Arco si trovava a Vaucouleurs, sperando d'essere ricevuta dal capitano della fortezza. Carlo, augurandosi si trattasse di una guaritrice, la invitò presso di sé munendola di un salvacondotto. Giovanna, al suo cospetto, dichiarò tuttavia di non conoscere nulla circa lo stato di salute del nobile, ammonendolo al contempo circa la sua condotta coniugale, avendo questi abbandonato la propria moglie in favore di un'amante, Alison du May; l'episodio dell'incontro tra Carlo II e Giovanna è citato anche dallo storico Joseph Calmette; secondo la HISTOIRE ECCLESIASTIQUE ET CIVILE DE LORRAINE, QUI COMPREND CE QUI..., Volume 2, Carlo a Giovanna regalò un cavallo.
Carlo di Lorena morì due anni dopo nella sua capitale, Nancy, il 25 gennaio del 1431. Dato che, alla sua morte, dei quattro figli avuti da Margherita erano in vita solo le due femmine, i domini passarono alla figlia Isabella e al genero, Renato d'Angiò.

## Matrimonio e discendenza
Nel 1393 Carlo si trovava alla corte del re d'Ungheria, Sigismondo di Lussemburgo, che per sdebitarsi dell'aiuto, ricevuto da Carlo, nella guerra conto il sultano dell'Impero ottomano, Bayezid I, gli combinò il matrimonio con Margherita del Palatinato. Carlo si trasferì in Baviera, dove, all'inizio del 1394, sposò Margherita del Palatinato (1376 - 1434), figlia di Roberto del Palatinato, conte palatino del Reno, che, nel 1400, diverrà re dei Romani, e di Elisabetta di Norimberga. Margherita morì il 26 agosto 1434 a Nancy, e fu tumulata nella Collegiata di San Giorgio. Carlo da Margherita ebbe quattro figli:
- Isabella (1400 - 1453), suo jure duchessa di Lorena, andata sposa nel 1420 a Renato I, duca di Bar e d'Angiò, conte di Provenza, Re Titolare di Gerusalemme, di re di Napoli, di Sicilia e d'Aragona[16];
- Luigi, morto infante[22];
- Raoul, morto infante[22];
- Caterina (1407 - 1439), andata sposa a Giacomo I di Baden, margravio di Baden (1407 † 1453)[22].

Verso il 1420 Carlo si era stancato della moglie, Margherita, e si era fatto un'amante, Alison du May, di origine non eccelsa, ma di grande bellezza, che ebbe notevole influenza sul duca, che non la dimenticò nel proprio testamento, assieme ai figli da lei avuti.
Dall'amante Alison du May (assassinata a Nancy nel 1431), ebbe cinque figli:
- Federico, bastardo di Lorena[29] († dopo il 1453)
- Giovanni, detto Pillelipille,[30] († 1460), signore di Darnieulles
- Federico di Lunéville, bastardo di Lorena, citato nel 1425, cavaliere di San Giovanni di Gerusalemme, comandante di Xugney nel 1459
- Caterina, bastarda di Lorena, citata nel 1425
- Isabella, bastarda di Lorena († dopo il 1457), andata sposa nel 1425 a Enrico di Liocourt.

## Ascendenza
|                                      |                           |                            | Genitori                     |  |  | Nonni |  |  | Bisnonni              |  |  | Trisnonni             |  |
|                                      |                           |                            |                              |  |  |       |  |  | Federico IV di Lorena |  |  | Teobaldo II di Lorena |  |
|                                      |                           |                            |                              |  |  |       |  |  | Federico IV di Lorena |  |  | Teobaldo II di Lorena |  |
|                                      |                           | Isabella di Rumigny        |                              |  |  |       |  |  | Federico IV di Lorena |  |  |                       |  |
| Rodolfo di Lorena                    |                           |                            |                              |  |  |       |  |  | Federico IV di Lorena |  |  |                       |  |
|                                      |                           | Elisabetta d'Austria       | Alberto I d'Asburgo          |  |  |       |  |  |                       |  |  |                       |  |
|                                      |                           | Elisabetta d'Austria       | Alberto I d'Asburgo          |  |  |       |  |  |                       |  |  |                       |  |
|                                      |                           | Elisabetta d'Austria       | Elisabetta di Tirolo-Gorizia |  |  |       |  |  |                       |  |  |                       |  |
| Giovanni I di Lorena                 |                           | Elisabetta d'Austria       |                              |  |  |       |  |  |                       |  |  |                       |  |
|                                      |                           | Guido I di Blois-Châtillon | Ugo II di Blois-Châtillon    |  |  |       |  |  |                       |  |  |                       |  |
|                                      |                           | Guido I di Blois-Châtillon | Ugo II di Blois-Châtillon    |  |  |       |  |  |                       |  |  |                       |  |
|                                      |                           | Guido I di Blois-Châtillon | Beatrice di Fiandra          |  |  |       |  |  |                       |  |  |                       |  |
| Maria di Blois                       |                           | Guido I di Blois-Châtillon |                              |  |  |       |  |  |                       |  |  |                       |  |
|                                      |                           | Margherita di Valois       | Carlo di Valois              |  |  |       |  |  |                       |  |  |                       |  |
|                                      |                           | Margherita di Valois       | Carlo di Valois              |  |  |       |  |  |                       |  |  |                       |  |
|                                      |                           | Margherita di Valois       | Margherita d'Angiò           |  |  |       |  |  |                       |  |  |                       |  |
| Carlo II di Lorena                   |                           | Margherita di Valois       |                              |  |  |       |  |  |                       |  |  |                       |  |
|                                      | Ulrico III di Württemberg | Eberardo I del Württemberg |                              |  |  |       |  |  |                       |  |  |                       |  |
|                                      | Ulrico III di Württemberg | Eberardo I del Württemberg |                              |  |  |       |  |  |                       |  |  |                       |  |
|                                      | Ulrico III di Württemberg | Margherita di Lorena       |                              |  |  |       |  |  |                       |  |  |                       |  |
| Eberardo II di Württemberg           | Ulrico III di Württemberg |                            |                              |  |  |       |  |  |                       |  |  |                       |  |
|                                      |                           | Sofia di Pfirt             | …                            |  |  |       |  |  |                       |  |  |                       |  |
|                                      |                           | Sofia di Pfirt             | …                            |  |  |       |  |  |                       |  |  |                       |  |
|                                      |                           | Sofia di Pfirt             | …                            |  |  |       |  |  |                       |  |  |                       |  |
| Sofia di Württemberg                 |                           | Sofia di Pfirt             |                              |  |  |       |  |  |                       |  |  |                       |  |
|                                      |                           | …                          | …                            |  |  |       |  |  |                       |  |  |                       |  |
|                                      |                           | …                          | …                            |  |  |       |  |  |                       |  |  |                       |  |
|                                      |                           | …                          | …                            |  |  |       |  |  |                       |  |  |                       |  |
| Elisabetta di Henneberg-Schleusingen |                           | …                          |                              |  |  |       |  |  |                       |  |  |                       |  |
|                                      |                           | …                          | …                            |  |  |       |  |  |                       |  |  |                       |  |
|                                      |                           | …                          | …                            |  |  |       |  |  |                       |  |  |                       |  |
|                                      |                           | …                          | …                            |  |  |       |  |  |                       |  |  |                       |  |
|                                      |                           | …                          |                              |  |  |       |  |  |                       |  |  |                       |  |

### Fonti primarie
- (LA)  Fontes Rerum Germanicarum, Band IV (Stuttgart).
- (LA)  Fontes rerum Germanicarum II.

### Letteratura storiografica
- Romolo Caggese, "Italia, 1313 - 1414", cap. VII, vol. VI (Declino dell'impero e del papato e sviluppo degli stati nazionali) della Storia del Mondo Medievale, 1999, pp. 297–331.
- A. Coville, "Francia, armagnacchi e borgognoni (1380 - 1422)", cap. XVII, vol. VI (Declino dell'impero e del papato e sviluppo degli stati nazionali) della Storia del Mondo Medievale, 1999, pp. 642–672.
- Joseph Calmette, "Il regno di Carlo VII e la fine della guerra dei cent'anni in Francia", cap. XVII, vol. VII (L'autunno del Medioevo e la nascita del mondo moderno) della Storia del Mondo Medievale, 1999, pp. 611–656.
- (FR)  HISTOIRE ECCLESIASTIQUE ET CIVILE DE LORRAINE, QUI COMPREND CE QUI..., Volume 2.